# Gegenschein

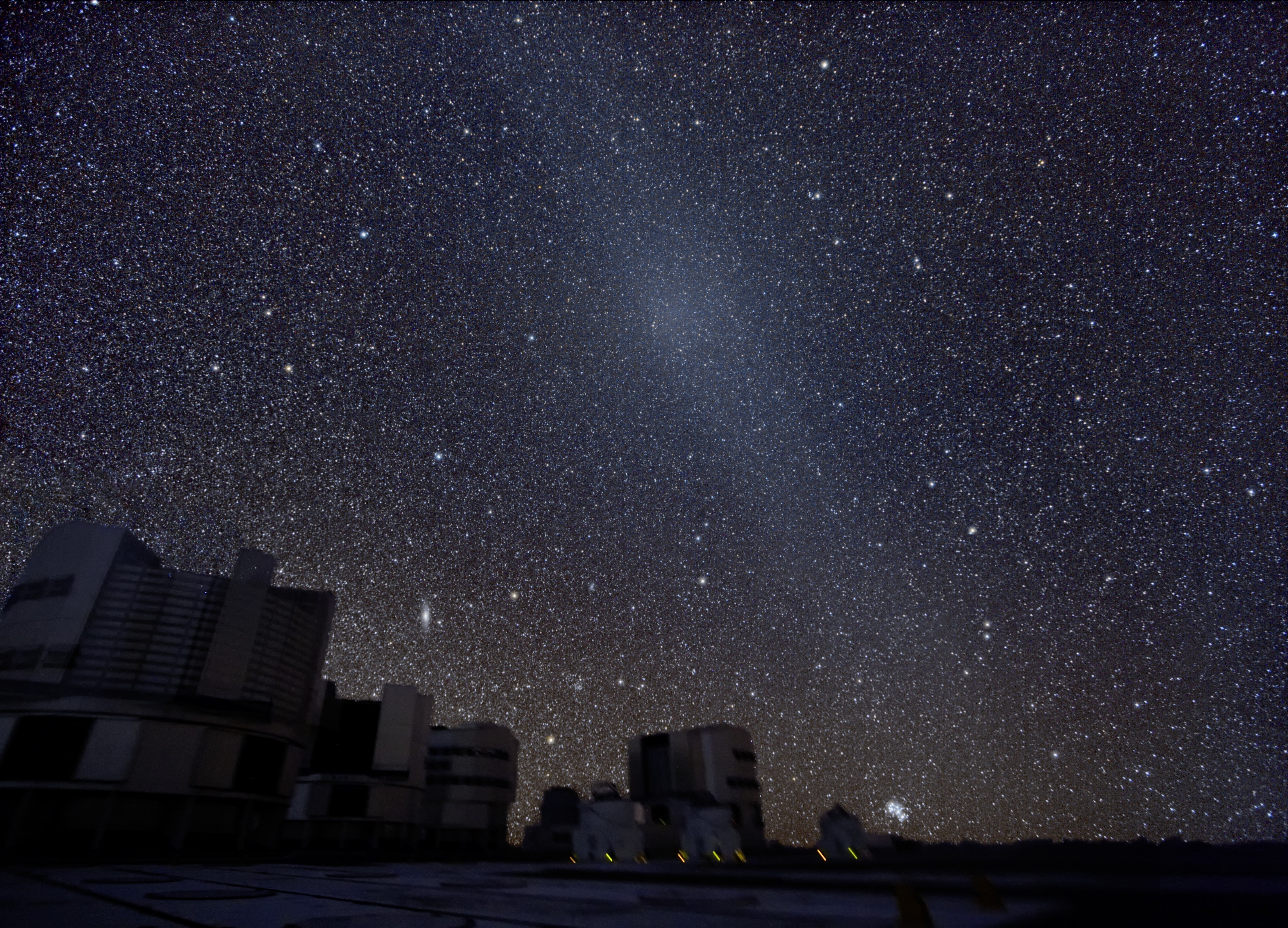
Gegenschein xuất hiện trong hình ảnh này như một điểm sáng trên dải chéo (chạy từ trên trái sang dưới phải) phía trên Kính thiên văn Rất lớn.

Gegenschein (phát âm tiếng Đức: [ˈɡeːɡənʃaɪn] Tiếng Đức có nghĩa là "ánh chói ngược") là một điểm sáng mờ nhạt trên bầu trời đêm, xung quanh điểm đối nhật. Sự tán xạ ngược của ánh sáng mặt trời bởi bụi liên hành tinh gây ra hiện tượng quang học này.

## Giải trình
Giống như ánh sáng hoàng đạo, gegenschein là ánh sáng mặt trời bị phân tán bởi bụi liên hành tinh. Hầu hết bụi này đang quay quanh Mặt trời trong khoảng mặt phẳng hoàng đạo, với mật độ các hạt có thể có tại điểm Lagrangian L2 trong hệ thống Trái Đất - Mặt Trời.
Nó được phân biệt với ánh sáng hoàng đạo bởi góc phản xạ cao của ánh sáng mặt trời chiếu vào các hạt bụi. Nó tạo thành một ánh sáng hình bầu dục, sáng hơn một chút đối diện trực tiếp với Mặt trời trong dải ánh sáng hoàng đạo. Cường độ của gegenschein tương đối được tăng cường, bởi vì mỗi hạt bụi được nhìn thấy trong pha tròn.

## Lịch sử
Gegenschein được mô tả đầu tiên bởi nhà thiên văn học và giáo sư dòng Tên người Pháp Esprit Pezenas (1692–1776) vào năm 1730. Những quan sát sâu hơn được thực hiện bởi nhà thám hiểm người Đức Alexander von Humboldt trong cuộc hành trình Nam Mỹ từ năm 1799 đến 1803. Chính Humboldt là người đã đặt ra hiện tượng tên tiếng Đức là Gegenschein.
Nhà thiên văn học người Đan Mạch Theodor Brorsen đã công bố những cuộc điều tra kỹ lưỡng đầu tiên về gegenschein vào năm 1854, nói rằng Pezenas là người đầu tiên nhìn thấy nó. TW Backhouse đã phát hiện ra nó một cách độc lập vào năm 1876, cũng như Edward Emerson Barnard vào năm 1882. Trong thời hiện đại, gegenschein không thể nhìn thấy ở hầu hết các khu vực có người ở trên thế giới do ô nhiễm ánh sáng.